# مانوئل استبا
مانوئل استبا (اسپانیایی: Manuel Esteba‎؛ ۱۷ آوریل ۱۹۴۱ – ۴ فوریهٔ ۲۰۱۰) کارگردان فیلم، و فیلم‌نامه‌نویس اهل اسپانیا بود.
از فیلم‌ها یا مجموعه‌های تلویزیونی که وی در آن‌ها نقش داشته‌است، می‌توان به بیست گام تا مرگ اشاره نمود.